# Großer Eisvogel
Der Große Eisvogel (Limenitis populi) ist ein Schmetterling (Tagfalter) aus der Familie der Edelfalter (Nymphalidae). Das Artepitheton leitet sich von Populus (Pappeln) ab, einer Pflanzengattung, deren Blätter den Raupen als Nahrung dienen.

## Vorkommen
Der eher selten anzutreffende Große Eisvogel ist erheblich größer als der Kleine Eisvogel (Limenitis camilla) und einer der größten Tagfalter in Deutschland. Er kommt in lichten Laubwäldern vor, in denen Espen (Populus tremula) oder Schwarz-Pappeln (Populus nigra) wachsen, da sich die Raupe nur von den Blättern dieser Baumarten ernährt. Größere offene Flächen werden gemieden. In der Schweiz bewohnt er vorwiegend Auenbiotope. Meist sind die Männchen zu sehen, denn die Weibchen halten sich oft in der Höhe der Baumkronen auf und fliegen selten zum Boden herab.

## Merkmale
Die Falter erreichen eine Flügelspannweite von 70 bis 75 Millimetern, wobei sich die Geschlechter in der Größe kaum unterscheiden. Die Flügeloberseite ist von dunkelbrauner Grundfarbe und zeigt weiße Flecken. Die Weibchen haben über den Hinterflügeln ausgeprägte breite weiße Binden, die von orangen und blauen Randbinden eingesäumt werden. Bei den Männchen ist diese Zeichnung schmaler und schwächer ausgebildet oder kann auch fast gänzlich fehlen. Die Flügelunterseite ist orange und deutlich konturiert mit einem weißen Band abgesetzter Zellen und blaugrauer Randregion.

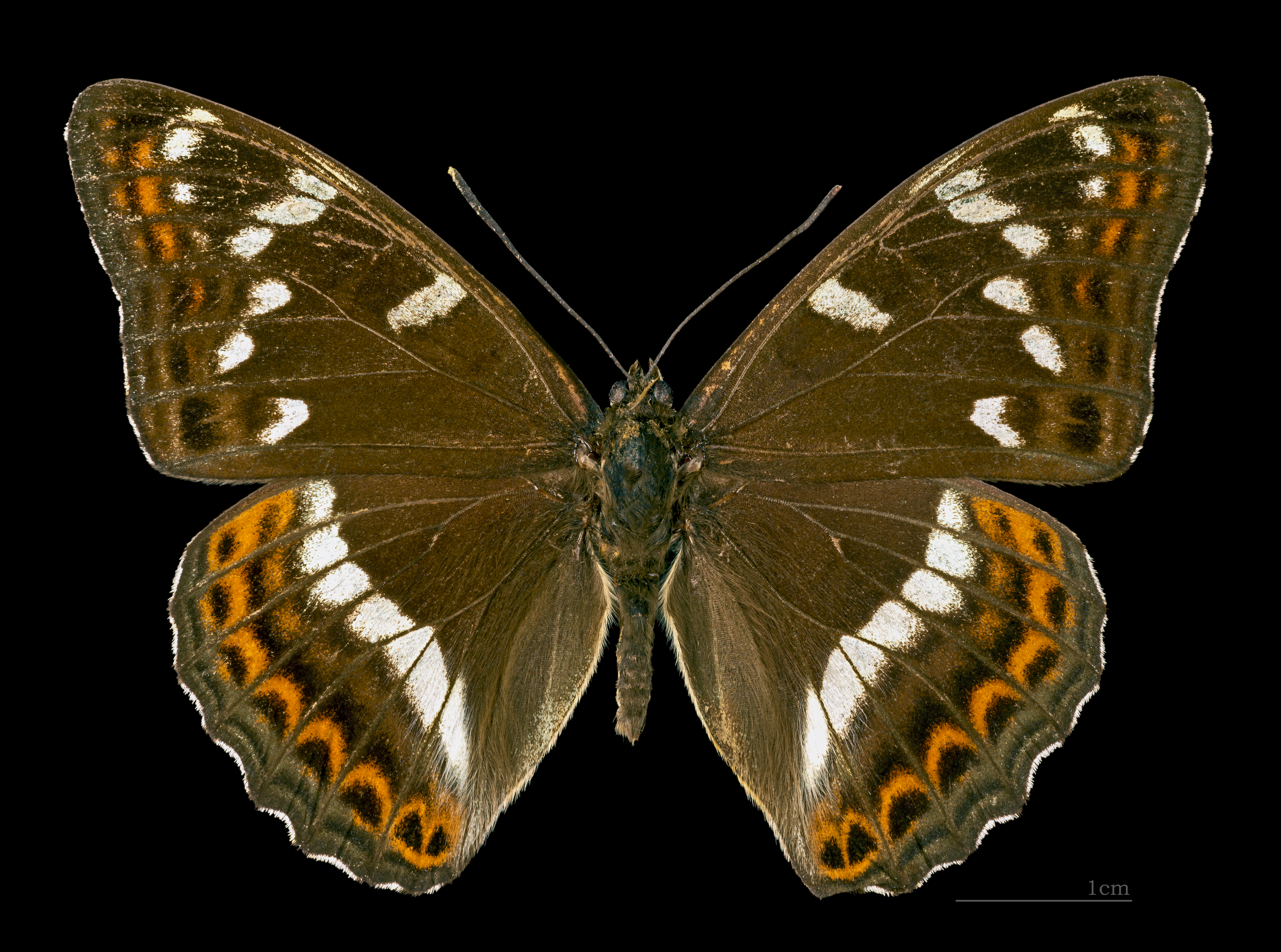
Dorsalansicht ♂
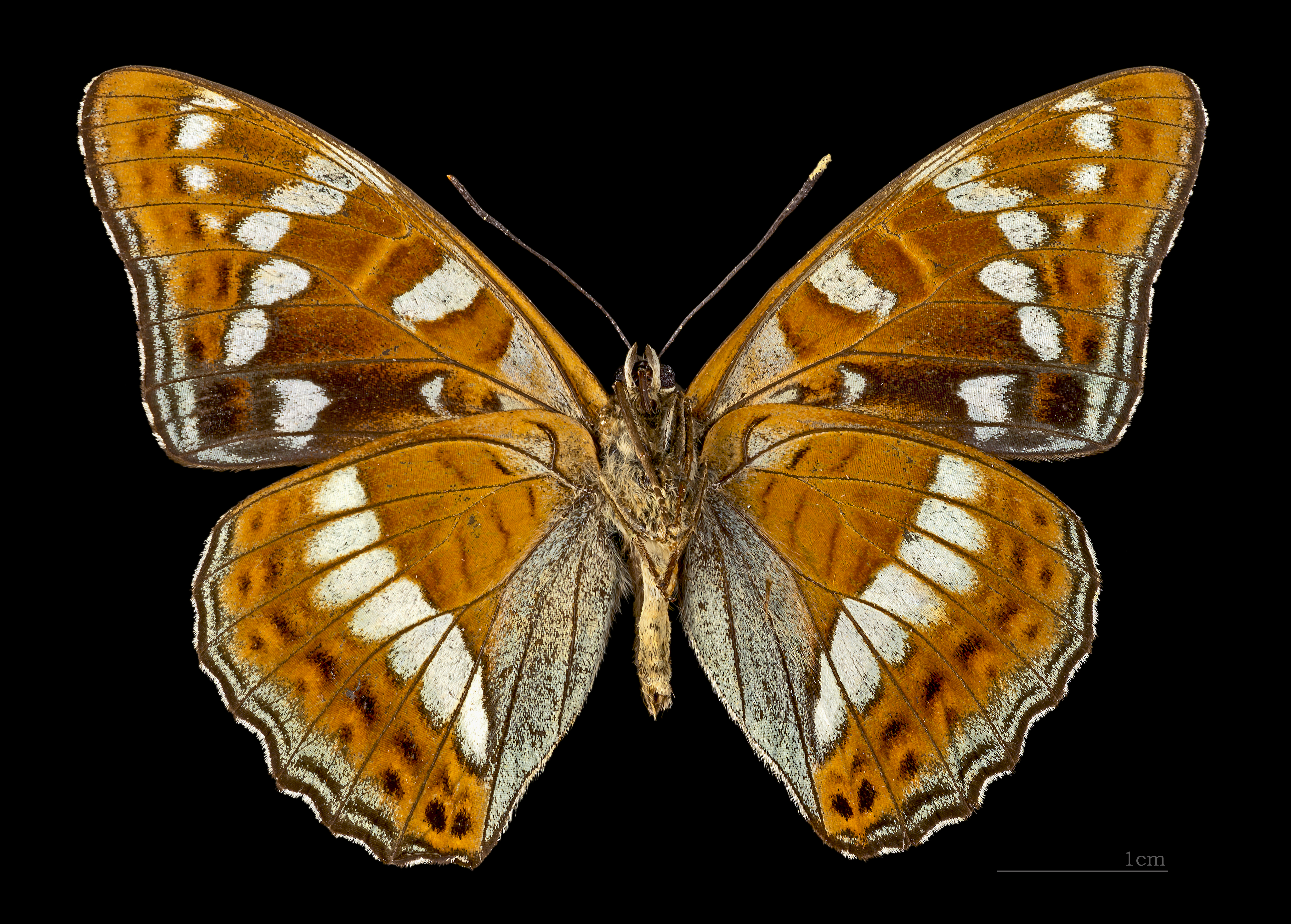
△ Ventralansicht ♂
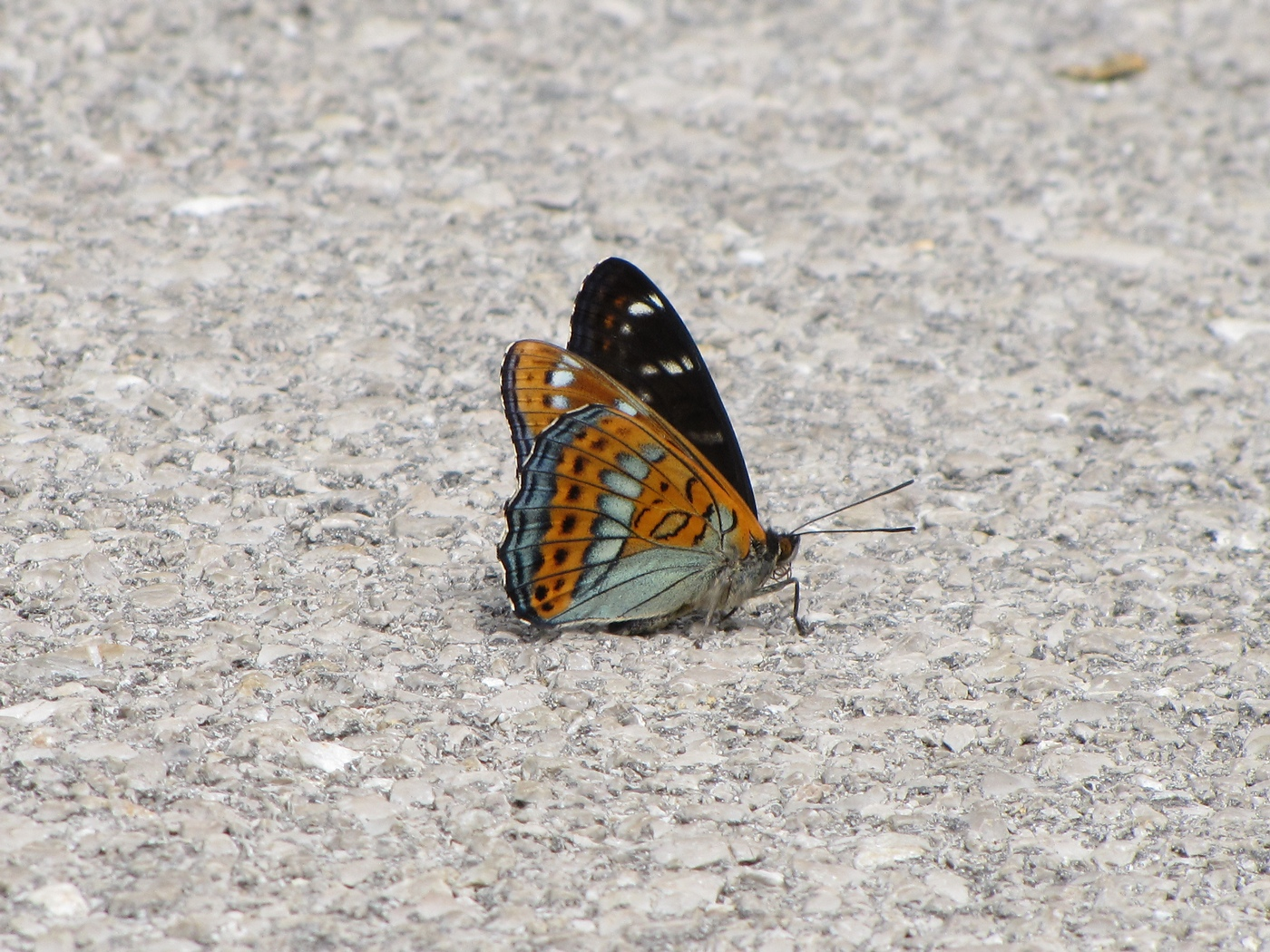
Großer Eisvogel
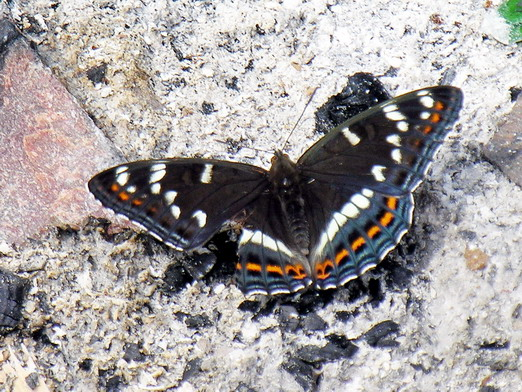
Limenitis populi, ♀

## Lebensweise

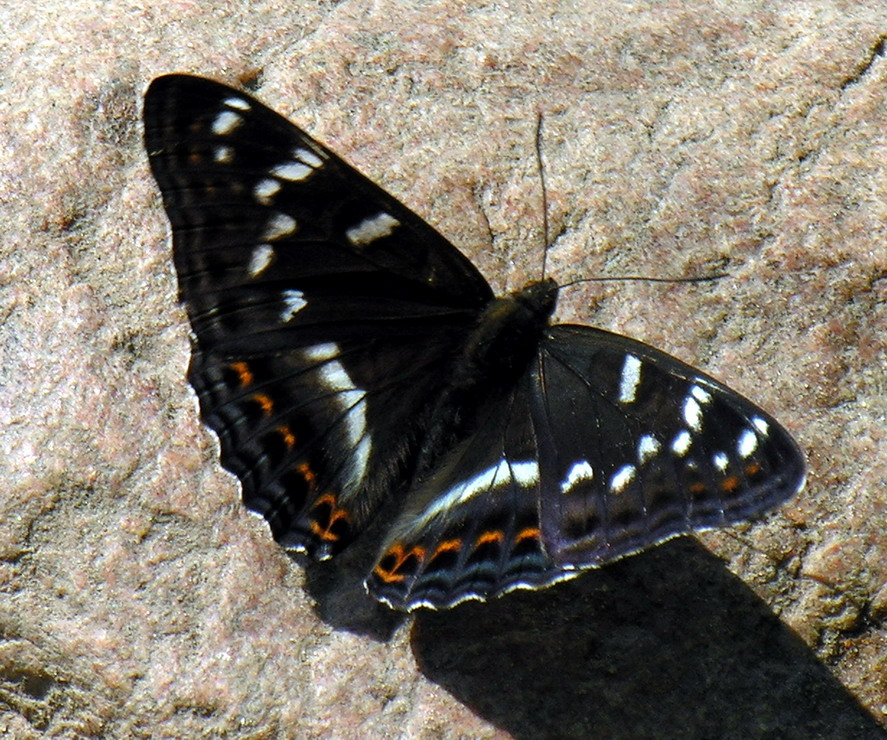
Ein Großer Eisvogel sucht am Boden nach Mineralien

Wie auch der etwas ähnliche Große Schillerfalter besuchen die Falter gerne feuchte Stellen und werden von Gerüchen angelockt, die von Aas oder Kot ausgehen. Sie saugen auch mit ihrem Rüssel an Baumsaft, am Boden oder auch an Schweiß und nehmen so Mineralien auf, die benötigt werden, um die Fortpflanzungsfähigkeit zu erreichen. Blüten werden von ihnen nicht aufgesucht.

## Entwicklung
Die Futterpflanzen sind Espen, gelegentlich auch Schwarz-Pappeln an warmen, windgeschützten Hängen. Dort werden die grünen Eier Anfang Juli in Höhe von ½ m bis 3 m einzeln an der Oberseite einer Blattspitze abgelegt.

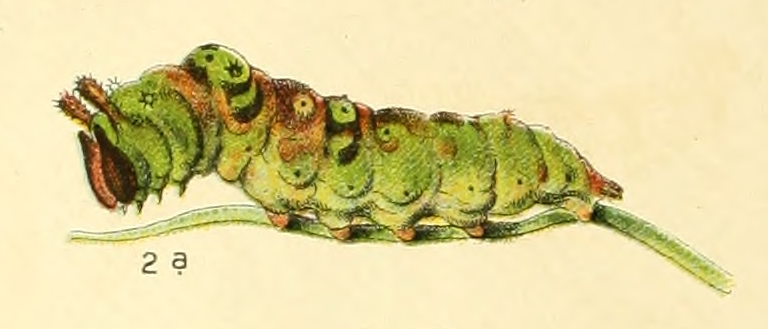
Raupe von Limenitis populi

Nach etwa zwei Wochen schlüpfen die Räupchen und hinterlassen an den benagten Blättern ihr charakteristisches Fraßbild mit ausgesparter Mittelader. Sie verlängern die Mittelrippe mit angesponnenen Kotballen. Auf dieser Kotrippe befinden sie sich während der Fresspausen. Hier sind sie vor kleineren Feinden optimal geschützt. Bereits ab August fertigt die junge Raupe (L3) aus einem ausgeschnittenen und zusammengerollten Blatt ihr Winternest (Hibernarium) an. Hierin überdauert sie die kalte Jahreszeit und kommt noch vor dem Laubausbruch wieder hervor.
Die junge Raupe ist vor der Überwinterung graubraun. Nach der Überwinterung verfärbt sie sich grün mit braunen und schwärzlichen Schattierungen. Der Kopf ist rotbraun, seitlich ist er schwarz. Sie frisst jetzt zunächst Blattknospen, dann die neuen Blätter. Im Juni erfolgt die Verpuppung in einem leicht eingesponnenen Blatt. Der Falter schlüpft nach etwa zwei Wochen.

## Flugzeit
Die Flugzeit ist in der Regel von Juni bis Ende Juli. Manche Falter fliegen schon im Mai.

## Naturschutz
Der selten gewordene Große Eisvogel steht unter Naturschutz. Gefährdet wird die Art vorwiegend durch das Ausholzen der Futterpflanze.